# 卡琳娜·布赖恩特
卡琳娜·布赖恩特（英語：Karina Bryant，1979年1月27日—），英国女子柔道运动员。她曾代表英国参加2000年、2004年、2008年和2012年夏季奥林匹克运动会柔道比赛，其中2012年奥运会获得一枚铜牌。